# 里奇韋 (伊利諾伊州)
里奇韋（英語：Ridgway）是位於美國伊利諾伊州加拉廷縣的一個村落。

## 地理
里奇韋的座標為37°47′53″N 88°15′38″W / 37.79806°N 88.26056°W，而該地最高點為海拔高度114米（即374英尺）。

## 人口
根據2010年美國人口普查的數據，里奇韋的面積為2.36平方千米，當中陸地面積為2.36平方千米，而水域面積為0.00平方千米。當地共有人口869人，而人口密度為每平方千米368人。